# Luzé
Ne doit pas être confondu avec Luze.
Luzé est une commune française du département d'Indre-et-Loire, en région Centre-Val de Loire.

## Géographie
Luzé est une commune située à 55 km de Tours, 33 km de Chinon, 12 km de Richelieu et 59 km de Poitiers. 
| Verneuil-le-Château | Rilly-sur-Vienne | Marcilly-sur-Vienne |
| Courcoué            | Luzé             | Ports-sur-Vienne    |
| Braslou             | Jaulnay          | Marigny-Marmande    |

### Hydrographie

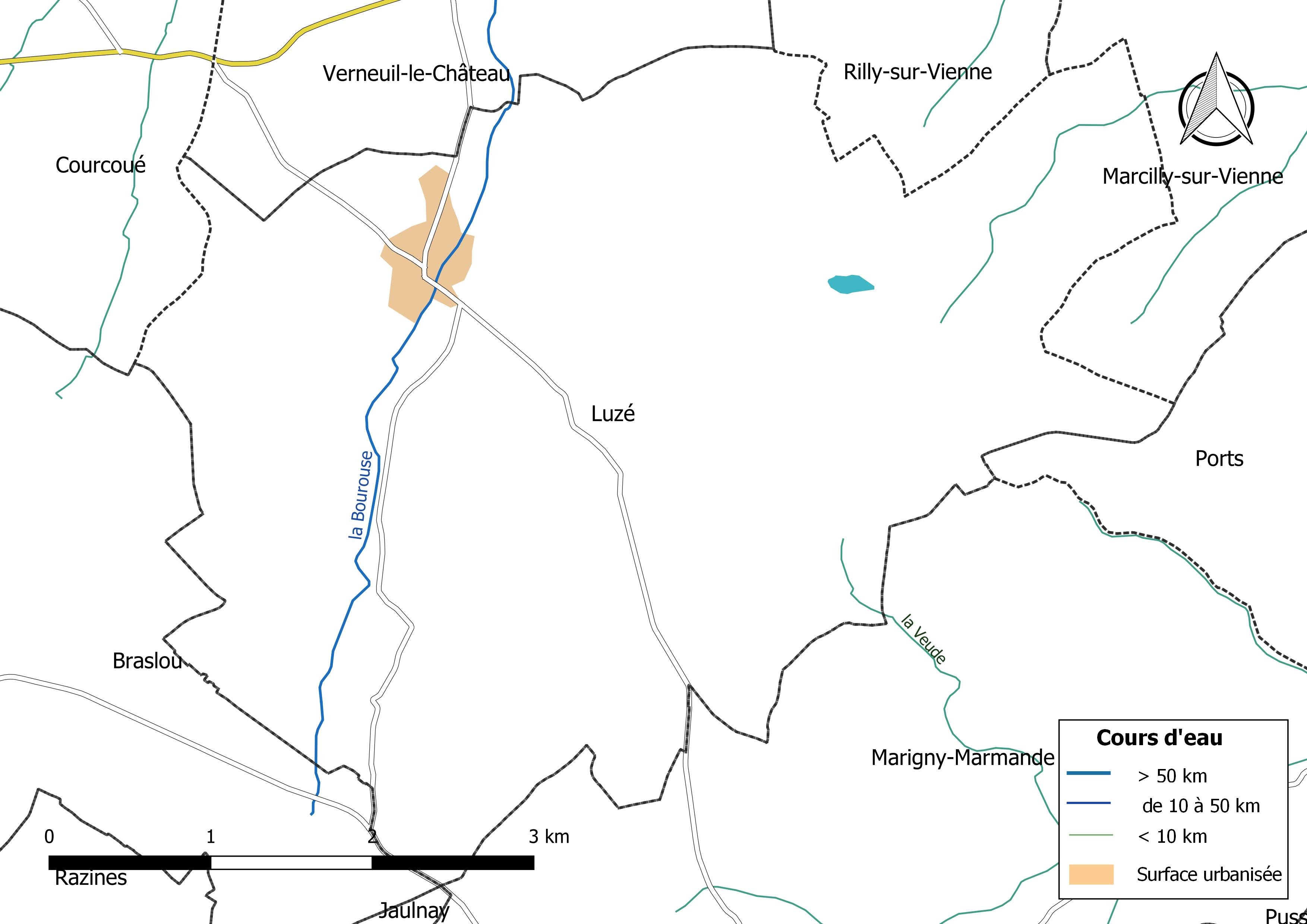
Réseau hydrographique de Luzé.

Le réseau hydrographique communal, d'une longueur totale de 7,21 km, comprend un cours d'eau notable, la Bourouse (4,556 km), et deux petits cours d'eau dont la Veude (0,597 km),.
La Bourouse, d'une longueur totale de 14,8 km, prend sa source dans la commune de Braslou, traverse Luzé du sud vers le nord et se jette  dans la Vienne à Theneuil, après avoir traversé d'ouest en est 7 communes. 
Sur le plan piscicole, la Bourouse est classée en deuxième catégorie piscicole. Le groupe biologique dominant est constitué essentiellement de poissons blancs (cyprinidés) et de carnassiers (brochet, sandre et perche).

### Climat
Pour des articles plus généraux, voir Climat du Centre-Val de Loire et Climat d'Indre-et-Loire.
En 2010, le climat de la commune est de type climat océanique altéré, selon une étude du CNRS s'appuyant sur une série de données couvrant la période 1971-2000. En 2020, Météo-France publie une typologie des climats de la France métropolitaine dans laquelle la commune est toujours exposée à un climat océanique altéré et est dans la région climatique Moyenne vallée de la Loire, caractérisée par une bonne insolation (1 850 h/an) et un été peu pluvieux.
Pour la période 1971-2000, la température annuelle moyenne est de 11,8 °C, avec une amplitude thermique annuelle de 14,8 °C. Le cumul annuel moyen de précipitations est de 655 mm, avec 10,1 jours de précipitations en janvier et 6,4 jours en juillet. Pour la période 1991-2020, la température moyenne annuelle observée sur la station météorologique de Météo-France la plus proche, sur la commune de Courcoué à 4 km à vol d'oiseau, est de 12,5 °C et le cumul annuel moyen de précipitations est de 688,4 mm,. Pour l'avenir, les paramètres climatiques de la commune estimés pour 2050 selon différents scénarios d'émission de gaz à effet de serre sont consultables sur un site dédié publié par Météo-France en novembre 2022.

## Urbanisme

### Typologie
Au 1er janvier 2024, Luzé est catégorisée commune rurale à habitat très dispersé, selon la nouvelle grille communale de densité à sept niveaux définie par l'Insee en 2022.
Elle est située hors unité urbaine et hors attraction des villes,.

### Occupation des sols
L'occupation des sols de la commune, telle qu'elle ressort de la base de données européenne d’occupation biophysique des sols Corine Land Cover (CLC), est marquée par l'importance des territoires agricoles (71,8 % en 2018), une proportion identique à celle de 1990 (71,8 %). La répartition détaillée en 2018 est la suivante : 
terres arables (53,4 %), forêts (26,7 %), zones agricoles hétérogènes (10,5 %), prairies (7,9 %), zones urbanisées (1,5 %). L'évolution de l’occupation des sols de la commune et de ses infrastructures peut être observée sur les différentes représentations cartographiques du territoire : la carte de Cassini (XVIIIe siècle), la carte d'état-major (1820-1866) et les cartes ou photos aériennes de l'IGN pour la période actuelle (1950 à aujourd'hui).

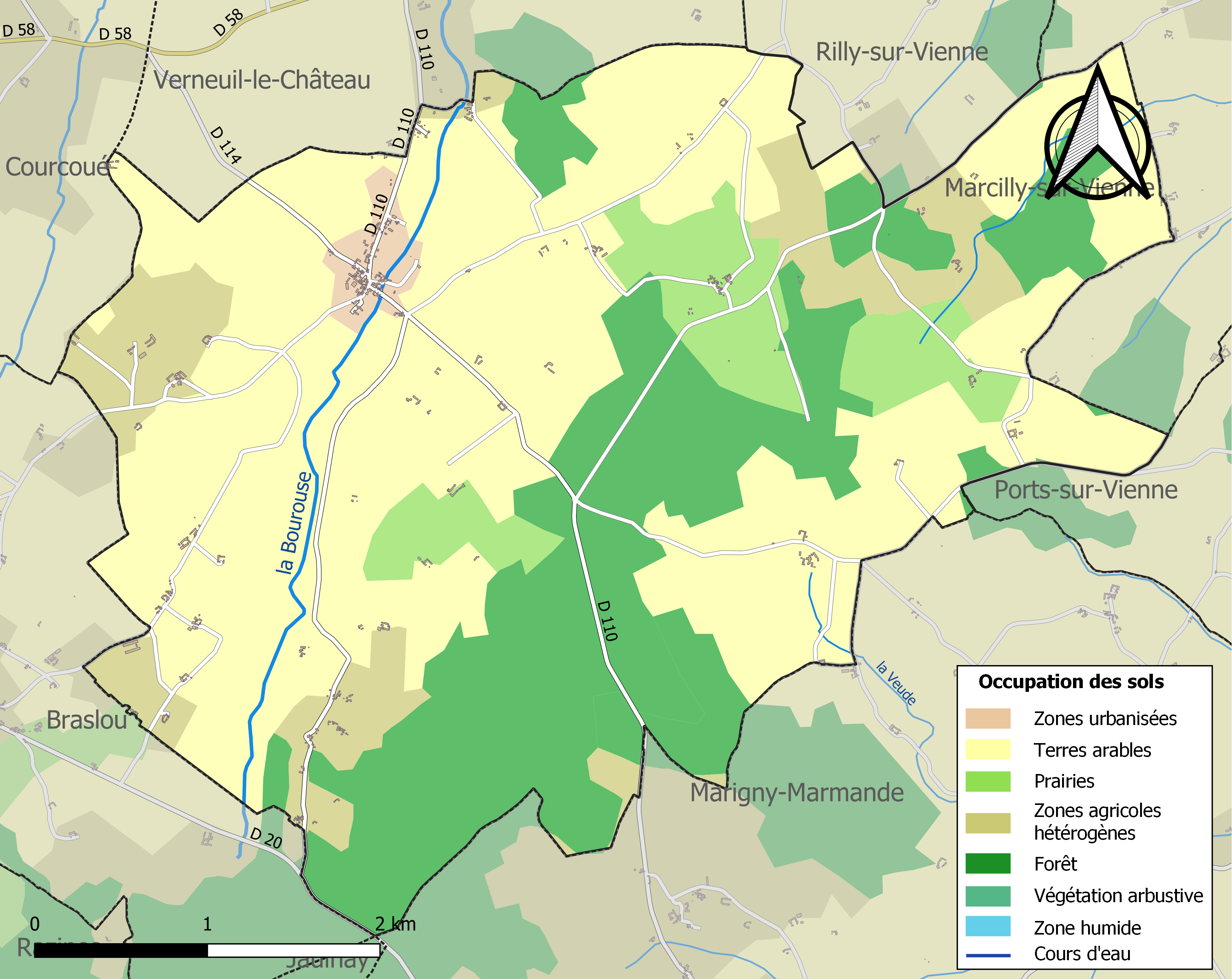
Carte des infrastructures et de l'occupation des sols de la commune en 2018 (CLC).

### Risques majeurs
Le territoire de la commune de Luzé est vulnérable à différents aléas naturels : météorologiques (tempête, orage, neige, grand froid, canicule ou sécheresse), feux de forêts et séisme (sismicité modérée). Un site publié par le BRGM permet d'évaluer simplement et rapidement les risques d'un bien localisé soit par son adresse soit par le numéro de sa parcelle.
Pour anticiper une remontée des risques de feux de forêt et de végétation vers le nord de la France en lien avec le dérèglement climatique, les services de l’État en région Centre-Val de Loire (DREAL, DRAAF, DDT) avec les SDIS ont réalisé en 2021 un atlas régional du risque de feux de forêt, permettant d’améliorer la connaissance sur les massifs les plus exposés. La commune, étant pour partie dans le massif de Marigny, est classée au niveau de risque 1, sur une échelle qui en comporte quatre (1 étant le niveau maximal).

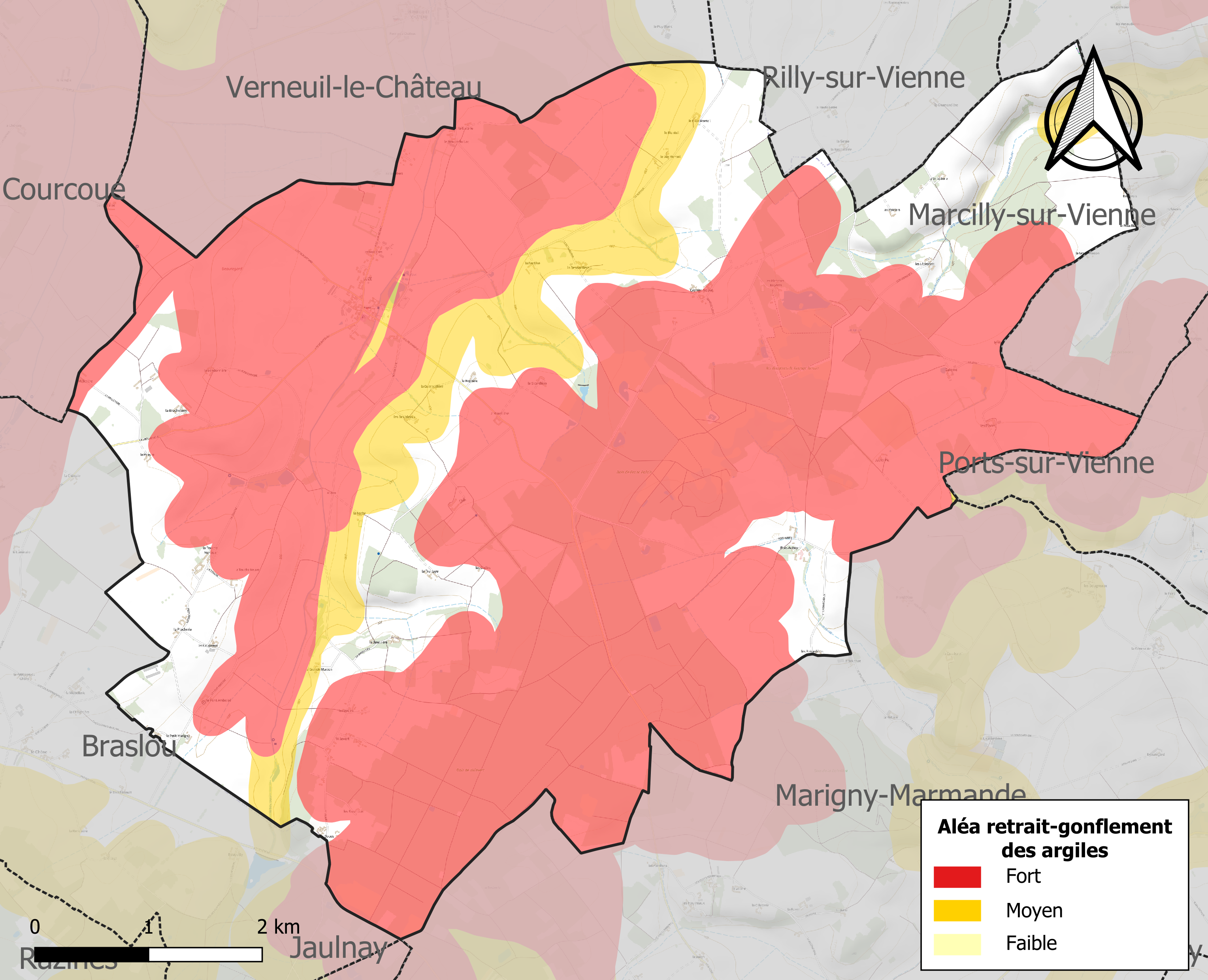
Carte des zones d'aléa retrait-gonflement des sols argileux de Luzé.

Le retrait-gonflement des sols argileux est susceptible d'engendrer des dommages importants aux bâtiments en cas d’alternance de périodes de sécheresse et de pluie. 78,8 % de la superficie communale est en aléa moyen ou fort (90,2 % au niveau départemental et 48,5 % au niveau national). Sur les 188 bâtiments dénombrés sur la commune en 2019, 134 sont en aléa moyen ou fort, soit 71 %, à comparer aux 91 % au niveau départemental et 54 % au niveau national. Une cartographie de l'exposition du territoire national au retrait gonflement des sols argileux est disponible sur le site du BRGM,.
Concernant les mouvements de terrains, la commune a été reconnue en état de catastrophe naturelle au titre des dommages causés par des mouvements de terrain en 1999.

## Histoire
Au XIe siècle, Luzaïcum est la première bourgade connue sur ce site. Elle devient, au XIVe siècle, Luzaïum, puis Luzé. En 1768, elle forme un fief appartenant à Louis de Rancher. L’église, datant de l'époque romane, placée sous le vocable des saints Gervais et Protais, est restaurée au XVIIe siècle.
La commune abrite l'ancienne abbaye de Bois Aubry, édifiée au XIIe siècle. À l'origine, une chapelle dédiée à saint Michel est élevée par Robert, un prêtre ermite, sur un terrain qu'il avait reçu du seigneur du Chillou (Jaulnay). L'abbaye prend le nom de Monasterium S. Michaelis de Bosco Alberici (« le Bois d'Albéric ») devenu Bois Aubry.
En 1790, l'église est détruite et la communauté disparaît. En 1791, les bâtiments de l'abbaye sont vendus comme bien national et transformés en exploitation agricole. En 1978, l'ancienne aabbaye est rachetée par une communauté monastique orthodoxe qui entreprend la restauration des bâtiments anciens.
En 1794, Luzé annexe la commune de Pont-Amboizé.

## Politique et administration
| Période                                  | Période  | Identité          | Étiquette   | Qualité                        |
| ---------------------------------------- | -------- | ----------------- | ----------- | ------------------------------ |
| 1977                                     | 1995     | Rolande Fouquet   | SE puis RPR | Exploitante agricole retraitée |
| 1995                                     | 2001     | Claude Pageard    | SE          | Cheminot retraité              |
| 2001                                     | 2006     | Yolaine Bradier   | SE          | Assistante familiale retraitée |
| 2006                                     | 2020     | Jocelyne Pironnet | DVG         |                                |
| 2020                                     | En cours | Annabelle Parent  |             |                                |
| Les données manquantes sont à compléter. |          |                   |             |                                |

## Population et société

### Démographie
L'évolution du nombre d'habitants est connue à travers les recensements de la population effectués dans la commune depuis 1793. Pour les communes de moins de 10 000 habitants, une enquête de recensement portant sur toute la population est réalisée tous les cinq ans, les populations de référence des années intermédiaires étant quant à elles estimées par interpolation ou extrapolation. Pour la commune, le premier recensement exhaustif entrant dans le cadre du nouveau dispositif a été réalisé en 2006.

En 2022, la commune comptait 274 habitants, en évolution de +7,03 % par rapport à 2016 (Indre-et-Loire : +1,67 %, France hors Mayotte : +2,11 %).
| 1793 | 1800 | 1806 | 1821 | 1831 | 1836 | 1841 | 1846 | 1851 |
| ---- | ---- | ---- | ---- | ---- | ---- | ---- | ---- | ---- |
| 504  | 485  | 511  | 432  | 498  | 500  | 502  | 492  | 539  |

| 1856 | 1861 | 1866 | 1872 | 1876 | 1881 | 1886 | 1891 | 1896 |
| ---- | ---- | ---- | ---- | ---- | ---- | ---- | ---- | ---- |
| 528  | 494  | 463  | 435  | 474  | 429  | 445  | 472  | 463  |

| 1901 | 1906 | 1911 | 1921 | 1926 | 1931 | 1936 | 1946 | 1954 |
| ---- | ---- | ---- | ---- | ---- | ---- | ---- | ---- | ---- |
| 451  | 463  | 482  | 436  | 432  | 450  | 452  | 469  | 409  |

| 1962 | 1968 | 1975 | 1982 | 1990 | 1999 | 2006 | 2011 | 2016 |
| ---- | ---- | ---- | ---- | ---- | ---- | ---- | ---- | ---- |
| 414  | 396  | 347  | 323  | 273  | 263  | 266  | 260  | 256  |

| 2021 | 2022 | - | - | - | - | - | - | - |
| ---- | ---- | - | - | - | - | - | - | - |
| 262  | 274  | - | - | - | - | - | - | - |

### Enseignement
Luzé se situe dans l'académie d'Orléans-Tours (Zone B) et dans la circonscription de Chinon.
L'école élémentaire accueille les élèves de la commune.

## Culture locale et patrimoine

### Lieux et monuments

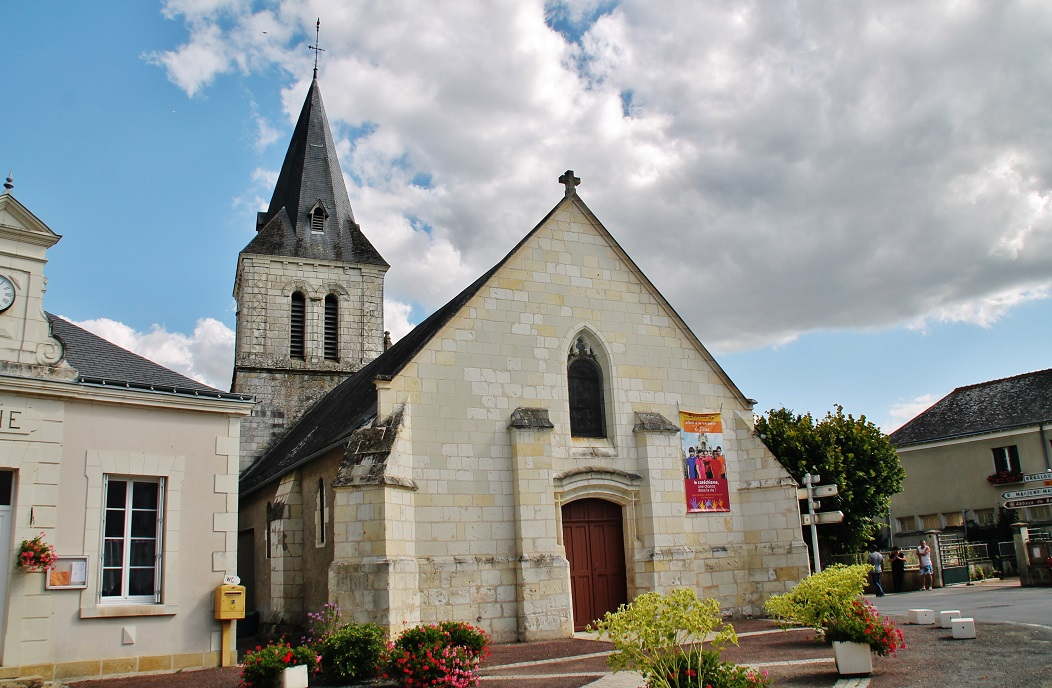
Église paroissiale de Luzé.

- Ancienne abbaye royale Saint-Michel de Bois-Aubry, partiellement ruinée, fondée sous le règne d'Étienne de Blois, roi d'Angleterre.
- Église Saint-Gervais.

### Personnalités liées à la commune
- Les cendres de Yul Brynner reposent dans le cimetière orthodoxe de Saint-Michel-de-Bois-Aubry.